# La Salle (Saône-et-Loire)
La Salle is een gemeente in het Franse departement Saône-et-Loire (regio Bourgogne-Franche-Comté) en telt 466 inwoners (2005). De plaats maakt deel uit van het arrondissement Mâcon.

## Geografie
De oppervlakte van La Salle bedraagt 5,7 km², de bevolkingsdichtheid is 81,8 inwoners per km².
De onderstaande kaart toont de ligging van La Salle (Saône-et-Loire) met de belangrijkste infrastructuur en aangrenzende gemeenten.

## Demografie
Onderstaande figuur toont het verloop van het inwonertal (bron: INSEE-tellingen).